# مارك فاميجليتي
مارك فاميجليتي (بالإنجليزية: Mark Famiglietti)‏ مواليد 26 سبتمبر 1979 في بروفيدنس، هو ممثل أمريكي بدأ مسيرته الفنية سنة 1998.

## الأعمال
- سي اس آي: التحقيق في موقع الجريمة
- المبيد 3
- سي اس آي: نيويورك
- كولد كيس
- هاجس
- سي إس آي: ميامي
- دون أثر
- فلاش فورورد
- بونز
- السر في أعينهم

## روابط خارجية
- مارك فاميجليتي على موقع IMDb (الإنجليزية)
- مارك فاميجليتي على موقع أول موفي (الإنجليزية)
- مارك فاميجليتي على موقع قاعدة بيانات الأفلام السويدية (السويدية)
- مارك فاميجليتي على موقع قاعدة بيانات الفيلم (الإنجليزية)